# Complexe religieux de La Merced
Le complexe religieux de La Merced (la miséricorde)  est construit sur le site de la fondation de la ville de Cali, en Colombie. Il est composé de la nef principale de l'église dédiée à Notre-Dame de la Miséricorde (saint patron de la ville), les chapelles auxiliaires dédiés à Notre-Dame de Remedios et le Christ du Latran, couvent religieux, le musée d'art religieux et le musée archéologique. En février 1975, le couvent a été déclaré monument national.

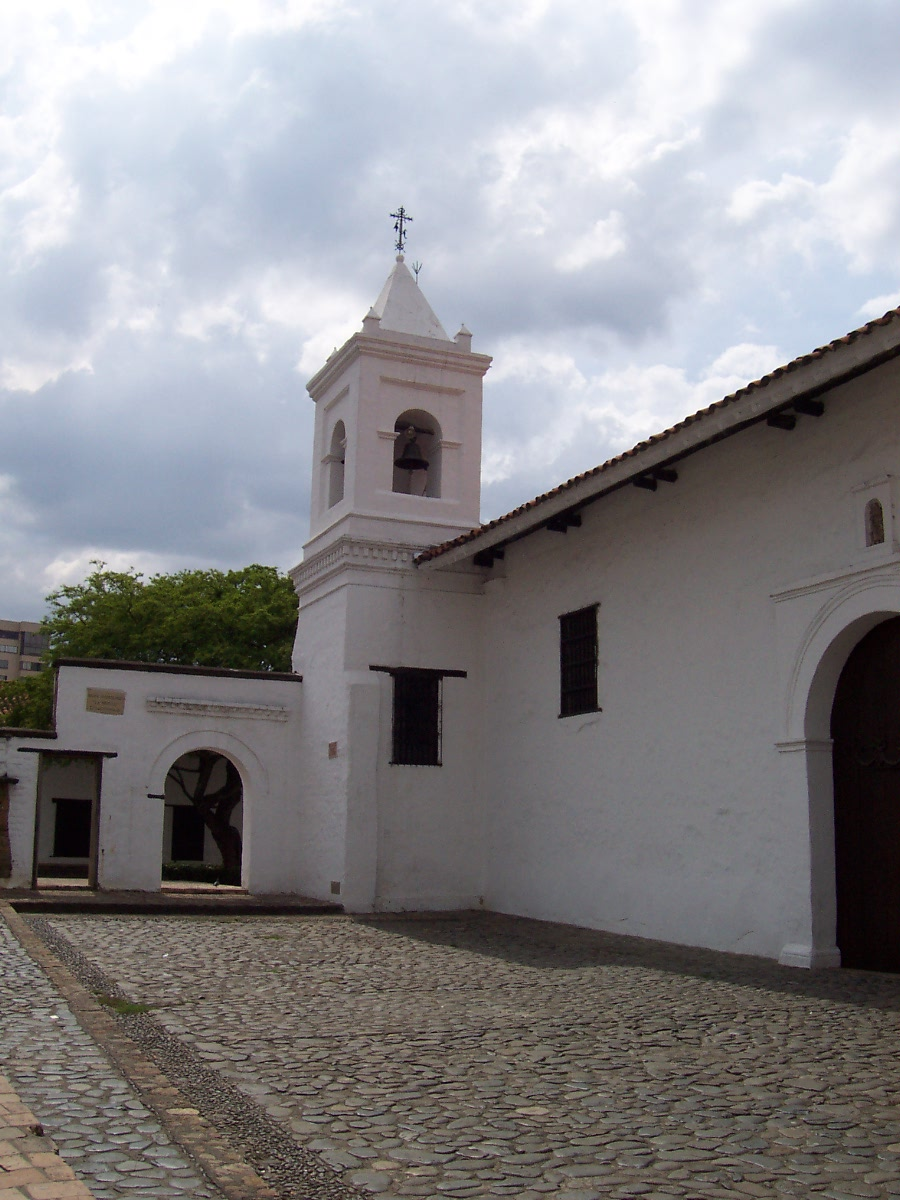
Église de la Miséricorde.